# Saint-Jean-de-Bonneval
Saint-Jean-de-Bonneval és un municipi francès situat al departament de l'Aube i a la regió del Gran Est. L'any 2007 tenia 392 habitants.

## Demografia

### Població
El 2007 la població de fet de Saint-Jean-de-Bonneval era de 392 persones. Hi havia 149 famílies de les quals 32 eren unipersonals (8 homes vivint sols i 24 dones vivint soles), 44 parelles sense fills, 65 parelles amb fills i 8 famílies monoparentals amb fills.
La població ha evolucionat segons el següent gràfic:
Habitants censats

### Habitatges
El 2007 hi havia 162 habitatges, 152 eren l'habitatge principal de la família, 5 eren segones residències i 5 estaven desocupats. 161 eren cases i 1 era un apartament. Dels 152 habitatges principals, 137 estaven ocupats pels seus propietaris, 12 estaven llogats i ocupats pels llogaters i 2 estaven cedits a títol gratuït; 5 tenien dues cambres, 20 en tenien tres, 38 en tenien quatre i 88 en tenien cinc o més. 113 habitatges disposaven pel capbaix d'una plaça de pàrquing. A 49 habitatges hi havia un automòbil i a 91 n'hi havia dos o més.

### Piràmide de població
La piràmide de població per edats i sexe el 2009 era:
| Homes | Edats   | Dones |
| ----- | ------- | ----- |
| 0     | 95 o +  | 0     |
| 0     | 90 a 94 | 0     |
| 4     | 85 a 89 | 0     |
| 4     | 80 a 84 | 4     |
| 0     | 75 a 79 | 0     |
| 4     | 70 a 74 | 4     |
| 16    | 65 a 69 | 16    |
| 4     | 60 a 64 | 12    |
| 4     | 55 a 59 | 8     |
| 20    | 50 a 54 | 12    |
| 28    | 45 a 49 | 12    |
| 20    | 40 a 44 | 24    |
| 16    | 35 a 39 | 16    |
| 8     | 30 a 34 | 8     |
| 4     | 25 a 29 | 0     |
| 4     | 20 a 24 | 8     |
| 28    | 15 a 19 | 16    |
| 12    | 10 a 14 | 8     |
| 4     | 5 a 9   | 20    |
| 8     | 0 a 4   | 8     |

## Economia
El 2007 la població en edat de treballar era de 262 persones, 197 eren actives i 65 eren inactives. De les 197 persones actives 184 estaven ocupades (99 homes i 85 dones) i 13 estaven aturades (7 homes i 6 dones). De les 65 persones inactives 29 estaven jubilades, 27 estaven estudiant i 9 estaven classificades com a «altres inactius».

### Ingressos
El 2009 a Saint-Jean-de-Bonneval hi havia 156 unitats fiscals que integraven 396,5 persones, la mediana anual d'ingressos fiscals per persona era de 19.525 €.

### Activitats econòmiques
Dels 10 establiments que hi havia el 2007, 3 eren d'empreses de construcció, 5 d'empreses de comerç i reparació d'automòbils, 1 d'una empresa de transport i 1 d'una empresa de serveis.
Dels 5 establiments de servei als particulars que hi havia el 2009, 1 era una oficina de correu, 2 tallers de reparació d'automòbils i de material agrícola, 1 paleta i 1 lampisteria.
L'únic establiment comercial que hi havia el 2009 era una carnisseria.
L'any 2000 a Saint-Jean-de-Bonneval hi havia 11 explotacions agrícoles que ocupaven un total de 360 hectàrees.

## Equipaments sanitaris i escolars
El 2009 hi havia una escola elemental integrada dins d'un grup escolar amb les comunes properes formant una escola dispersa.

## Poblacions més properes
El següent diagrama mostra les poblacions més properes.